# Pauvres ermites de saint Jérôme
La congrégation des Pauvres ermites de saint Jérôme (en latin: Ordo Fratrum Eremitarum S. Hieronymi Congregationis b. Petri de Pisis), dite du bienheureux Pierre de Pise est un ordre mendiant de type semi-érémitique fondé par les bienheureux Pierre de Pise (1355-1435) et Nicolas de Forca Palena au début du XVe siècle. La congrégation est dissoute le 12 janvier 1933 par Pie XI pour obsolescence. Ses initiales étaient C.b.P.

## Fondation
Pierre Gambacorta (dit Pierre de Pise) et Nicolas de Forca Palena (1349-1449) fondent au début du XVe siècle la Congrégation qui a pris naissance sur le mont Cesana, près d'Urbino (où Pierre est arrivé en 1380), et à Rome au mont Janicule, où Nicolas avait fondé un ermitage en 1434, reconnu par Eugène IV en 1437. C'est de cette union de leurs forces en 1437 et de leurs charismes que naît la congrégation qui réunit au début d'anciens délinquants et brigands convertis. Elle se place sous le patronage de saint Jérôme, dont la vie d'anachorète était montrée en exemple, et elle est reconnue d'abord temporairement par Martin V en 1421, puis définitivement par une bulle du pape Eugène IV en 1446. La règle comportait en plus du grand Carême de quarante jours avant Pâques une longue période de jeûne avant Noël et des jeûnes trois fois par semaine (lundi, mercredi et vendredi) toute l'année, ainsi que de longues heures de prière quotidienne et de participation aux offices divins.

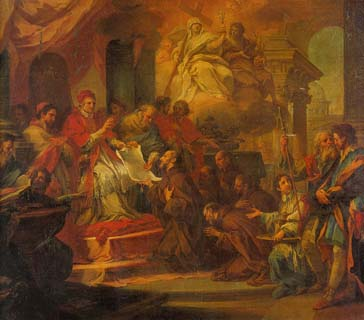
Urbain VI approuve la première règle des ermites de Pierre de Pise, tableau de Sebastiano Conca au musée national du palais royal de Pise (it).
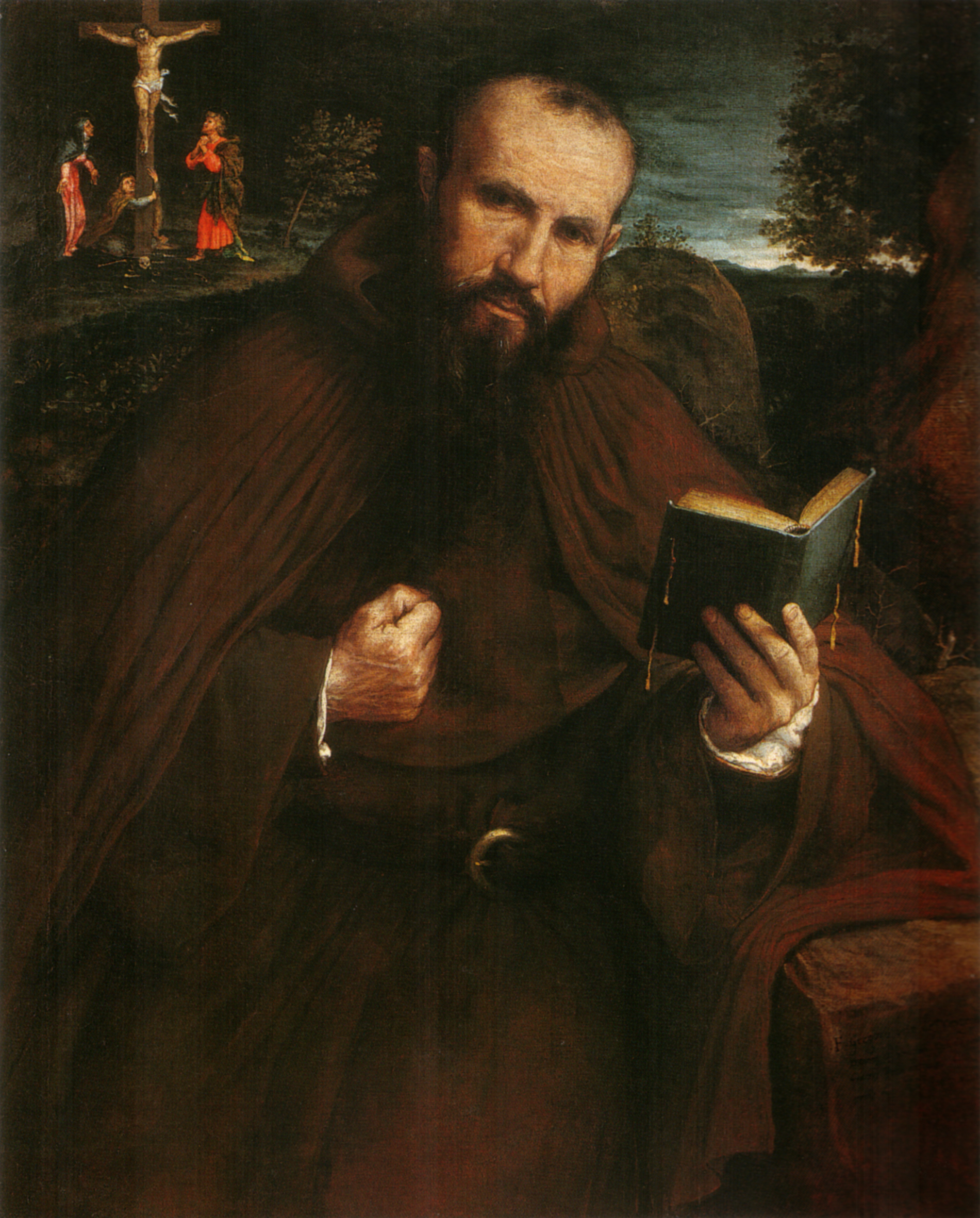
Lorenzo Lotto, Portrait du frère Gregorio Belo de Vicence, Metropolitan Museum of Art (1547).

## Expansion
L'ordre connaît une ascension rapide au XVe siècle, surtout entre Urbino et Forli, mais aussi à Riva del Garda (où les ermites sont les gardiens de l'église de l'Inviolata et de son couvent), à Naples au couvent Santa Maria delle Grazie a Caponapoli, à Padoue, à Ferrare, à Venise, etc. En 1568, saint Pie V donne une forme définitive à la règle de la congrégation en la rattachant à la règle de saint Augustin. À son apogée, la congrégation compte une quarantaine de couvents en deux provinces (Ancône et Trévise). À Rome, les ermites sont installés au couvent Saint-Onuphre-du-Janicule. Ils intègrent les ermites du mont Segestero (près de Gênes) en 1579, ceux du Tyrol et de Bavière en 1695. En 1780, les ermites de saint Jérôme de Pise (comme on les appelle couramment) dépassent le nombre de quatre-vingt-dix membres ; mais les mesures napoléoniennes qui font fermer un grand nombre de couvents au début du XIXe siècle en Italie vont leur porter un coup fatal. Ils se redressent dans la seconde moitié du XIXe siècle, mais finalement Pie XI prononce leur dissolution le 12 janvier 1933.

## Membres illustres
- Cesare Majoli (it) de Forlì, naturaliste
- Valeriano Savorelli, de Forlì, général de l'ordre de 1404 à 1414
- Gregorio Belo, de Vicence.